# Debora Baran
Debora Baran (ur. 1920 w Kowlu, zm. 3 maja 1943 w Warszawie) – żydowska działaczka ruchu oporu w getcie warszawskim, uczestniczka tamtejszego powstania.
Była członkinią Droru i kibucu na ulicy Dzielnej 34 w Warszawie. W getcie warszawskim związana z Żydowską Organizacją Bojową. Podczas powstania walczyła w oddziale Henocha Gutmana na terenie szopu szczotkarzy i w getcie centralnym. 
Zginęła w walce.